# Tiutiunce, Kărdjali
Tiutiunce (în bulgară Тютюнче) este un sat în comuna Djebel, regiunea Kărdjali,  Bulgaria. 

## Demografie
Componența etnică a satului Tiutiunce
     Turci (58,25%)
     Nicio identificare (14,56%)
     Bulgari (27,18%)
     Romi (0%)
La recensământul din 2011, populația satului Tiutiunce era de 103 locuitori. Din punct de vedere etnic, majoritatea locuitorilor (58,25%) erau turci, cu o minoritate de bulgari (27,18%). Pentru 14,56% din locuitori nu este cunoscută apartenența etnică.